# كريس كامينز (سياسي)
كريس كامينز هو سياسي أسترالي، ولد في 12 ديسمبر 1962 في إبسوتش في أستراليا. نشط حزبياً في حزب العمال الأسترالي. وقد انتخب عضو المجلس التشريعي لولاية كوينزلاند ‏ عن دائرة Electoral district of Kawana ‏.